# Coppa Acerbo 1934
Coppa Acerbo 1934 je bila neprvenstvena dirka za Veliko nagrado v sezoni 1934. Odvijala se je 15. avgusta 1934 na dirkališču  Pescara Circuit.

## Poročilo

### Pred dirko
Na prostih treningih so se dirkači Mercedes-Benz izkazali za zelo hitre, novinec Ernst Henne je zabeležil celo nejvečjo hitrost na ravnini, 300 km/h. Pred dirko je deževalo, tako da je bila steza mokra. Štartna mesta so izžrebali.

### Dirka
Specialist za dežne dirke Rudolf Caracciola je takoj po štartu povedel, za njim pa so se Hans Stuck, Achille Varzi in Luigi Fagioli srdito borili za drugo mesto z neprestanim menjavanjem mest. V tretjem krogu je Varzi prevzel drugo mesto, toda kmalu je moral zapeljati že na prvi postanek v bokse po nove pnevmatike. Na prvih štirih mestih so tako bili Caracciola, Fagioli, Stuck in Tazio Nuvolari. Whitney Straight je kot prvi odstopil v petem krogu, Nuvolari pa je moral opraviti postanek za čiščenje dovoda za gorivo. 
Caracciola je zopet kazal svojo staro formo in do devetega kroga zanesljivo vodil, toda nato ga je presenetil ovinek na najvišjem delu steze, kjer je nenadoma začelo deževati, in Caracciolo je odneslo s steze na polje, kjer je močno raztreščil svoj dirkalnik, a se ni huje poškodoval. Novi vodilni Fagioli je kmalu moral na postanek v bokse za nove pnevmatike, tako so bili na prvih štirih mestih zdaj Moll, Henne, Varzi in Fagioli. Nuvolari je moral na nenačrtovan postanek v bokse, Varzi pa ponovno po nove pnevmatike. Ob postanku Louisa Chirona za gorivo se je le-to polilo po vroči izpušni cevi in že v nekaj sekundah je dirkalnik močno zagorel. Chiron se je uspel pravočasno rešiti le z manjšimi opeklinami, obraz je pri tem zaščitil z rokami, njegov dirkalnik pa je bil popolnoma uničen, prav tako pa tudi del boksov. 
Tako Hugh Hamilton kot tudi Goffredo Zehender, Varzi in Stuck so okoli polovice dirke odstopili zaradi tehničnih okvar, Secondo Corsi pa je s svojim za vožnjo zahtevnim dirkalnikom Sedici Cilindri zletel s steze in si polomil nekaj reber. Varzi je prevzel dirkalnik Pietra Ghersija in po postanku Molla za gorivo prevzel vodstvo. Fagioli je bil v tem delu dirke zelo hiter in po postanku Varzija prevzel vodstvo. Moll je padel na drugo mesto, a želel z zelo tvegano vožnjo ujeti vodilnega. V osemanjstem krogu je na ozki ravnini Montesilvano ujel Ernsta Henneja za krog. Toda pri 260 km/h je njegov dirkalnik zajel močan jugo, Moll je izgubil nadzor nad dirkalnikom, se komaj izognil Henneju, zletel s steze v jarek, se odbil od mosta in se 400 m vrtel, dokler se ni ustavil ob ogradi iz bal sena. Mladi Ferrarijev dirkač je kmalu po dirki podlegel poškodbam. Fagioli je dirko dobil, drugi je bil Nuvolari, katerega Maserati 8CM je bil kar 40 km/h počasnejši na ravnini od nemških dirkalnikov, tretji pa je bil Antonio Brivio v tovarniškem dirkalniku Bugatti T59.

## Rezultati

### Dirka
| Poz | Št | Dirkač                       | Moštvo                     | Dirkalnik         | Krogi | Čas/Odstop     | Št. m. |
| --- | -- | ---------------------------- | -------------------------- | ----------------- | ----- | -------------- | ------ |
| 1   | 50 | Luigi Fagioli                | Daimler-Benz AG            | Mercedes-Benz W25 | 20    | 3:58:56,8      | 3      |
| 2   | 30 | Tazio Nuvolari               | Privatnik                  | Maserati 8CM      | 20    | + 4:38,2       | 5      |
| 3   | 52 | Antonio Brivio               | Automobiles Ettore Bugatti | Bugatti T59       | 20    | + 6:10,8       | 15     |
| 4   | 62 | Pietro Ghersi Achille Varzi  | Scuderia Ferrari           | Alfa Romeo P3     | 20    | + 6:30,8       | 17     |
| 5   | 32 | Wilhelm Sebastian Hans Stuck | Auto Union AG              | Auto Union A      | 24    | +1 krog        | 14     |
| 6   | 34 | Ernst Henne                  | Daimler-Benz AG            | Mercedes-Benz W25 | 24    | +1 krog        | 13     |
| Ods | 46 | Guy Moll                     | Scuderia Ferrari           | Alfa Romeo P3     | 17    | Smrtna nesreča | 12     |
| Ods | 48 | Clifton Penn-Hughes          | Privatnik                  | Alfa Romeo Monza  | 13    | Zadnje vpetje  | 8      |
| Ods | 36 | Louis Chiron                 | Scuderia Ferrari           | Alfa Romeo P3     | 9     | Ogenj          | 11     |
| Ods | 28 | Rudolf Caracciola            | Daimler-Benz AG            | Mercedes-Benz W25 | 9     | Trčenje        | 4      |
| Ods | 64 | Hugh Hamilton                | Whitney Straight Ltd.      | Maserati 8CM      | 9     | Meh. okvara    | 16     |
| Ods | 56 | Earl Howe                    | Privatnik                  | Maserati 8CM      | 8     | Rezervoar      | 10     |
| Ods | 58 | Secondo Corsi                | Officine Alfieri Maserati  | Maserati V5       | 8     | Trčenje        | 7      |
| Ods | 42 | Goffredo Zehender            | Officine Alfieri Maserati  | Maserati 8CM      | 7     | Meh. okvara    | 9      |
| Ods | 44 | Hans Stuck                   | Auto Union AG              | Auto Union A      | 7     | Motor          | 1      |
| Ods | 54 | Achille Varzi                | Scuderia Ferrari           | Alfa Romeo P3     | 6     | Vzmetenje      | 2      |
| Ods | 40 | Whitney Straight             | Whitney Straight Ltd.      | Maserati 8CM      | 5     | Meh. okvara    | 6      |